# Chiesa della Santa Madre di Dio
La Chiesa della Santa Madre di Dio (in armeno Սուրբ Աստուածածին Եկեղեցի?), è un edificio di culto della Chiesa apostolica armena situato nel quartiere Sulaimaniyeh di Aleppo, in Siria. Il 1º maggio 1983 fu consacrata a Maria Madre di Dio per mano di Karekin I, allora Catholicos della Santa Sede di Cilicia.
L'attuale edificio è considerato la continuazione della chiesa storica della Santa Madre di Dio che, dal 1429 esistente nell'antico quartiere cristiano di Jdeydeh, vicino alla Cattedrale dei Quaranta Martiri, finché agli inizi del XX secolo fu trasformata in biblioteca e, dal '91, nel Museo Zarehiano.

## Storia

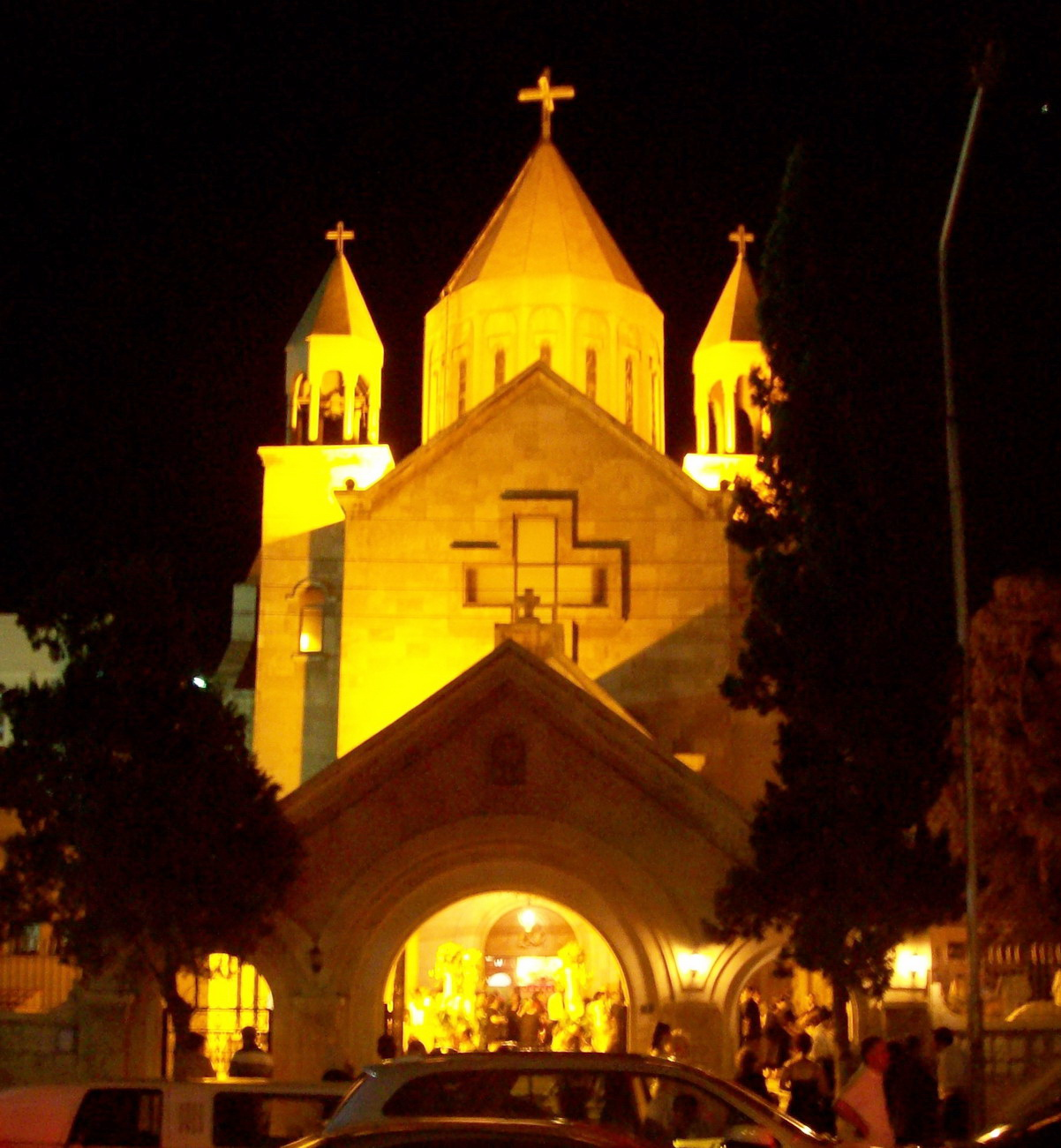
Chiesa della Santa Madre di Dio, immagine notturna del 2009

Negli anni '70 la numerosa comunità armena del quartiere di Suleimaniyeh era ancora priva di una chiesa cristiana. Le donazioni dei benefattori armeni, in particolare quelli originari della città cilicia di Aintab (odierna Gaziantep) coordinate da Zarmayr Hindoyan, il leader spirituale degli armeni antabiani ad Aleppo, permisero di arrivare alla benedizione il 10 settembre 1972 alla presenza di Khoren I, Catholicos della Santa Sede della Cilicia, durante l'episcopato di Datev Sarkissian. I lavori di costruzione terminarono completamente nel 1982. La cerimonia di consacrazione ebbe luogo il 1º maggio 1983 con il patrocinio di Karekin II.
Al piano inferiore, la chiesa dispone di un ampio salone aperto nel 1987, utilizzato per incontri culturali, concerti, seminari e celebrazioni.
Nella parte destra dell'entrata principale della chiesa fu eretta nel '93 una scultura a forma di Khachkar, opera di Khachkar di Sarkis Balmanougian, per commemorare le vittime del genocidio armeno.
Cinque anni più tardi, l'edificio fu completamente rinnovato.

Adiacenti alla chiesa si trovano il liceo armeno Gertasirats e il teatro Kaprieliano Zohrab.

## Galleria d'immagini

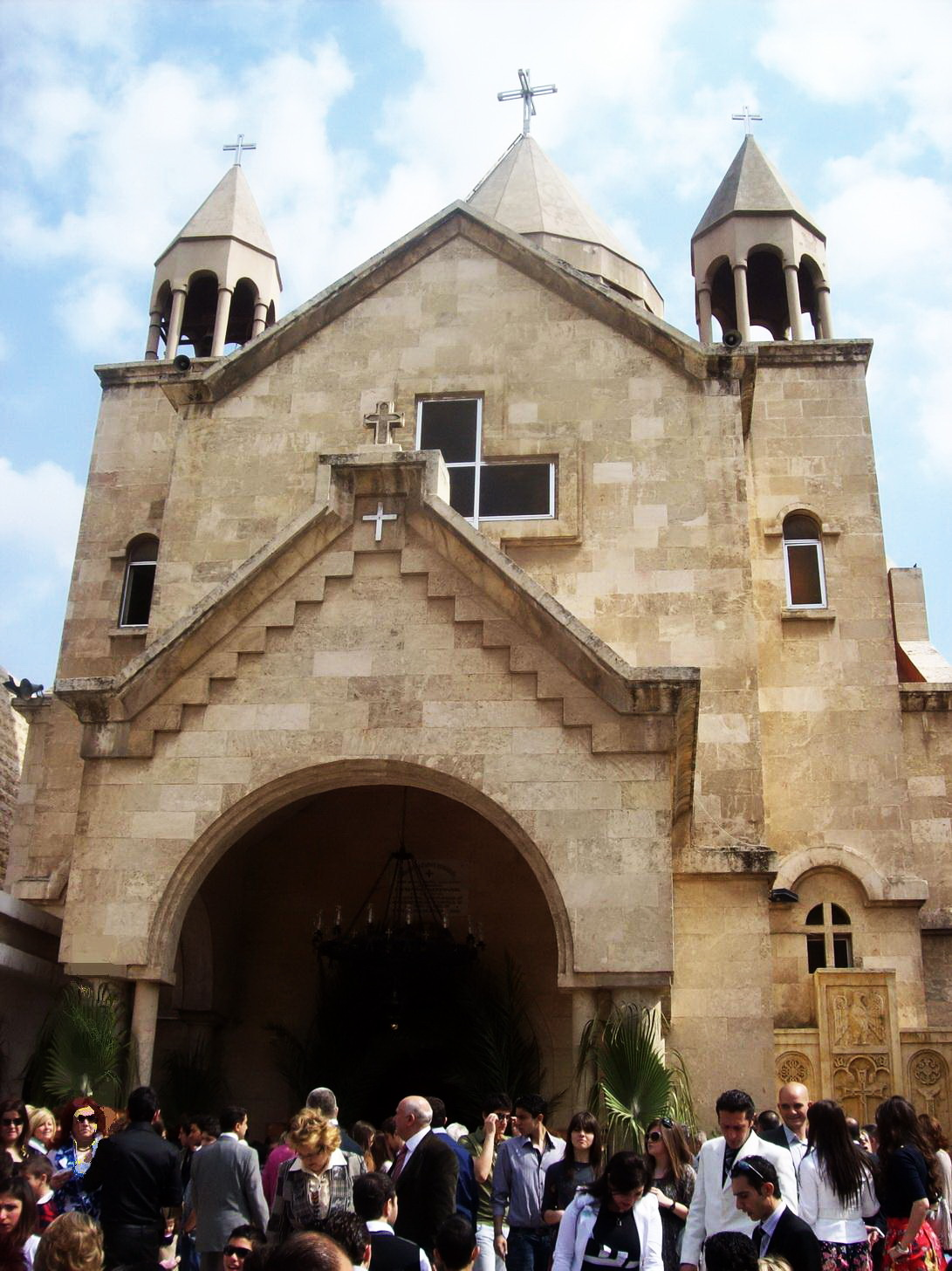
Durante Domenica delle palme
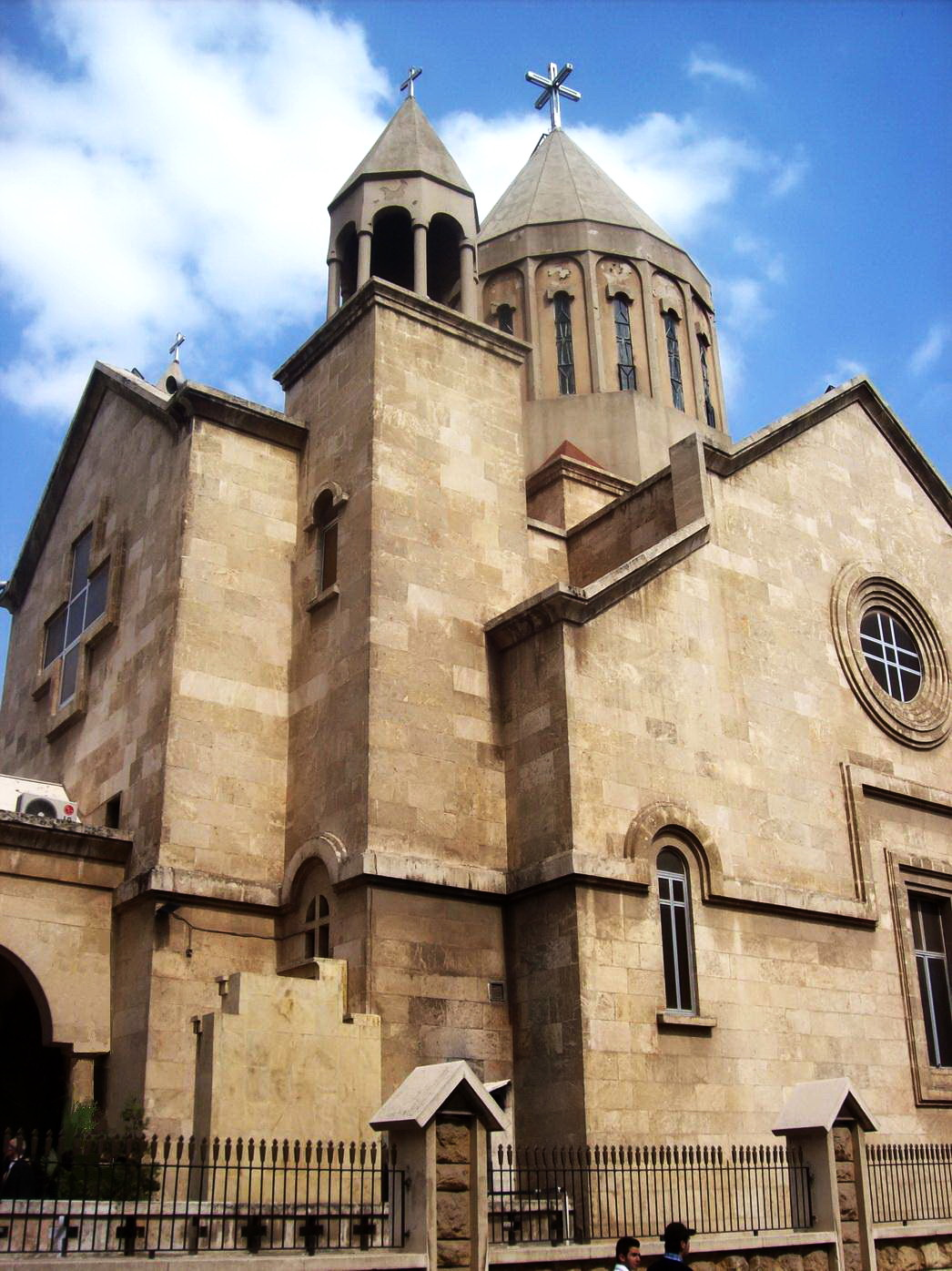
Svista frontale
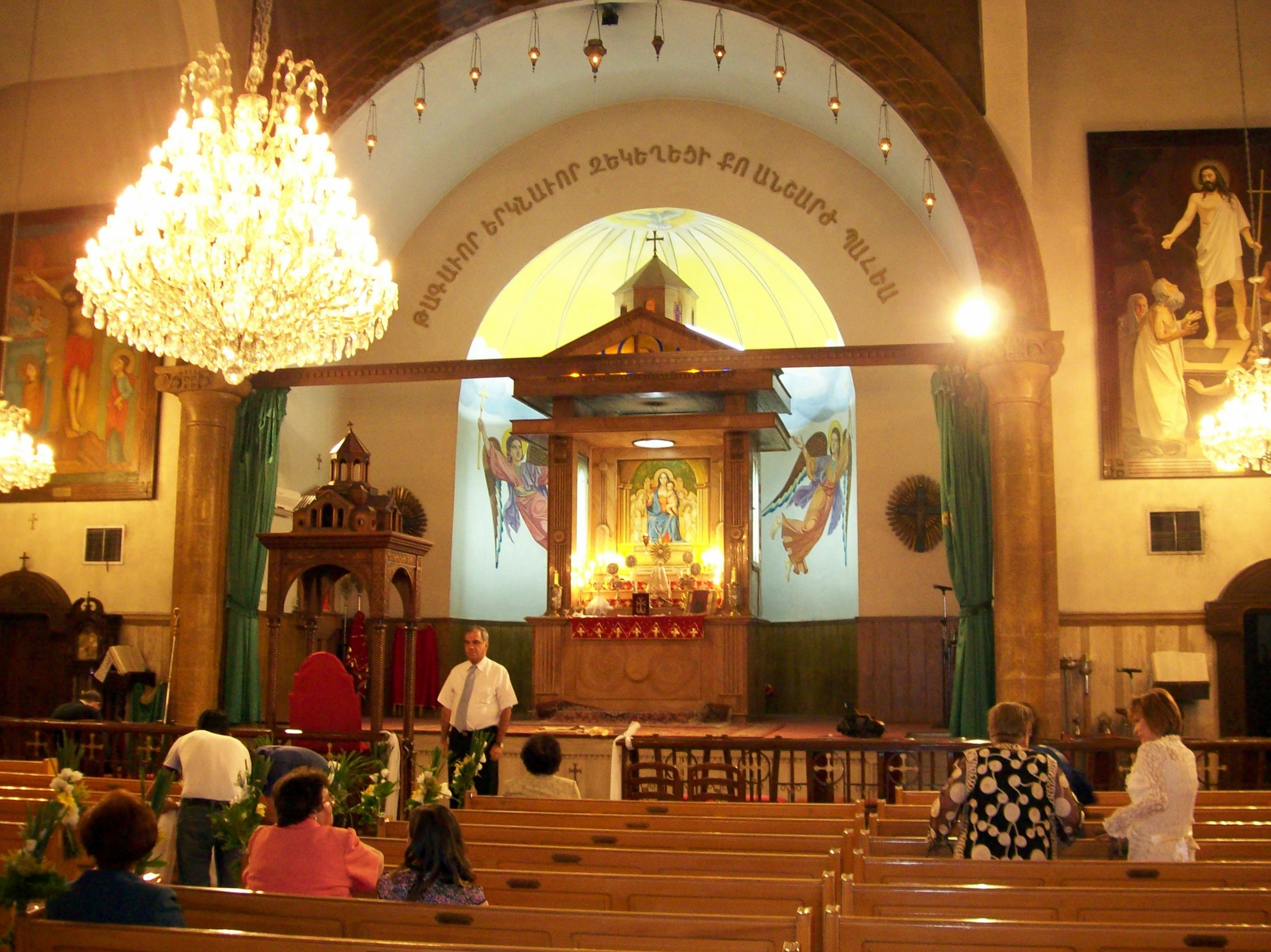
L'altare
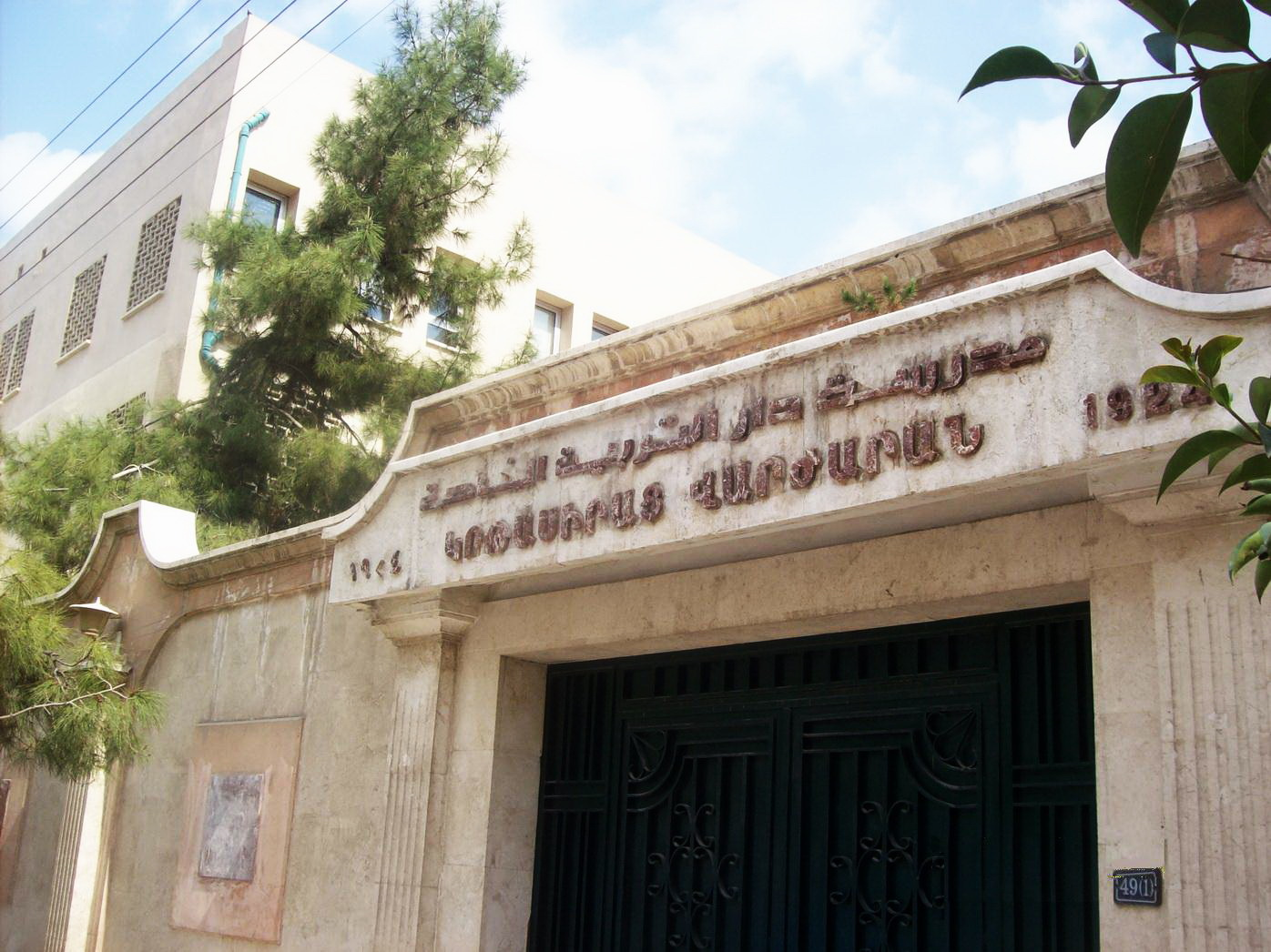
Scuole superiori di Gertasirats, parte del complesso architettonico